# La Cagole
La Cagole è un marchio depositato francese di birra, creato a Marsiglia nel 2003 da Yves Darnaud, deceduto nel 2011. È commercializzata dalla SARL Midi et Demi.

## Nome
Il nome deriva dal termine dialettale provenzale cagole, che indica in modo familiare e dispregiativo una donna che si fa notare per il suo comportamento poco discreto (linguaggio, abbigliamento, ecc).

## Storia
La Cagole è una birra bionda pils che, secondo le intenzioni del suo creatore Yves Darnaud, è «molto poco amara e leggera con un leggero aroma di miele». Esistono anche una versione di birra weiss e una bionda meno alcolica (2,7°).
Il marchio è stato ideato con riferimento alla rappresentazione popolare della vecchia Marsiglia di Marcel Pagnol, così come altre birre precedentemente prodotte a Marsiglia come la Phénix, la Velten e la Marx.
La produzione industriale è partita in uno stabilimento in Repubblica Ceca per poi proseguire in Francia, a Marsiglia e a Douai.